# Васильковский, Олег Петрович
Оле́г Петро́вич Василько́вский (до 1910 года — Карл Ка́рлович; 28 октября (9 ноября) 1879, Витебская губерния — 12 января 1944, Томск) — военачальник Русской императорской армии, главнокомандующий войсками Петроградского военного округа во время корниловского мятежа, генерал-лейтенант. После Октябрьской революции — дипломатический деятель Белорусской Народной Республики, один из лидеров русской военной эмиграции в Эстонии. Кавалер ордена Святого Георгия 4-й степени.

## Биография

### Учёба. Начало службы
Карл Карлович Васильковский родился 28 октября 1879 года в родовом поместье Кареселок Себежского уезда Витебской губернии в семье отставного капитана Карла Карловича Васильковского и Марты Петровны, урождённой Вислоух-Крживоблоцкой.
В 1899 году Карл Васильковский окончил 2-й кадетский корпус и поступил в Павловское военное училище, откуда 17 сентября того же года перевёлся в Николаевское кавалерийское училище. 18 ноября 1900 года произведён в портупей-юнкера, в дальнейшем был удостоен состоять штандартным портупей-юнкером училища. В связи с тем, что Васильковский планировал служить в гвардейских казачьих частях, приказом войскового наказного атамана от 28 июля 1901 года он зачислен в казачье сословие Донского казачьего войска по станице Хомутовской Черкасского округа. Высочайшим приказом от 13 августа 1901 года он произведён в хорунжие в лейб-гвардии Казачий полк.

### Русско-японская война
После начала Русско-японской войны Васильковский подал прошение о направлении в действующую армию и Высочайшим приказом от 24 марта 1904 года переведён из лейб-гвардии Казачьего полка во 2-й Верхнеудинский полк Забайкальского казачьего войска тем же чином. 16 мая он прибыл к новому месту службы и 13 июня принял участие в своём первом боевом столкновении с противником. В дальнейшем был назначен исполнять обязанности адъютанта отряда полковника К. И. Дружинина, в который входил 2-й Верхнеудинский полк. В августе 1904 года принимал участие в боях у деревень Тансинпу и Павшугоу, под Ляояном.
C 7 ноября 1904 года по 11 февраля 1905 года Васильковский являлся ординарцем командующего 1-й Маньчжурской армией генерала Линевича. 18 ноября 1904 года произведён в сотники, со старшинством с 9 августа того же года. В феврале 1905 года он участвует в Мукденском сражении: 17 февраля в бою на реке Шахэ получил контузию, но остался в строю; 25 февраля, во время отступления у деревни Тайлинцзы, с несколькими казаками своего полка участвует в спасении знамени 19-го Восточно-Сибирского стрелкового полка, за что впоследствии был награждён орденом Святого Георгия 4-й степени; 26—27 февраля участвует в арьергардном бою у деревни Илу. После отхода армии на Сыпингайские позиции Васильковский до августа 1905 года участвует в эпизодических стычках с противником и рекогносцировках. За отличия в Русско-японской войне удостоен шести боевых орденов и золотого оружия с надписью «За храбрость».

### Между войнами. Смена имени
30 ноября 1905 года сотник Васильковский командирован в распоряжение окружного атамана Черкасского округа Донского казачьего войска, после чего прибыл в Санкт-Петербург. 14 января 1906 года Высочайшим повелением переведён обратно в лейб-гвардии Казачий полк с чином хорунжего (объявлено в Высочайшем приказе от 3 февраля того же года), состоял в сотне Его Величества. 2 апреля 1906 года произведён в сотники, со старшинством с 13 августа 1905 года. В последующие годы службы он назначается на должности делопроизводителя полкового суда, полкового казначея и квартирмейстера. 6 декабря 1909 года произведён в подъесаулы, со старшинством с 13 августа того же года.
В 1907 году Карл Васильковский женился на дочери петербургского купца Вере Алексеевне Губович. В этот период он также близко сдружился с князем императорской крови Гавриилом Константиновичем, сыном генерал-инспектора военно-учебных заведений великого князя Константина Константиновича, с которым в дальнейшем неоднократно путешествовал по России.
С 10 сентября 1909 года по 27 сентября 1912 года Васильковский состоял на льготе. В этот период он подал прошение о разрешении сменить имя и отчество, которое было удовлетворено указом Святейшего Синода от 14 апреля 1910 года № 5536. С этого времени он стал именоваться Олегом Петровичем Васильковским (его отец, также Карл Карлович, в своё время перешёл из лютеранства в православие с именем Пётр). После возвращения со льготы в полк он переводится в 3-ю сотню, 25 апреля 1913 года назначается командующим, а 2 мая — командиром этой сотни. 6 апреля 1914 года произведён в есаулы, со старшинством с 13 августа 1913 года.
В 1912 году во время празднования столетия Отечественной войны 1812 года удостоен Высочайшего подарка — золотых часов с императорским гербом. В январе 1914 года великий князь Николай Николаевич Младший, в честь столетия битвы под Лейпцигом зачисленный в списки лейб-гвардии Казачьего полка, пожаловал Васильковскому золотую саблю со своим вензелем, нанесённым золотом на клинке.

### Первая мировая война
С началом Первой мировой войны лейб-гвардии Казачий полк переводится в Барановичи, где входит в состав конвоя Верховного главнокомандующего. Васильковский подаёт рапорт о назначении его в действующую армию и Высочайшим приказом от 23 августа 1914 года переводится в 3-й Донской казачий полк с чином войскового старшины. Осенью некоторое время исправляет должность коменданта штаба 1-й армии.
19 октября 1914 года он назначается временно командующим 19-м Донским казачьим полком (оставаясь в списках 3-го Донского полка), с которым отличился в делах против германцев в Польше, где в районе станции Мукашев и городов Нейденбург — Алленштейн способствовал срыву передвижения воинских эшелонов противника по железным дорогам. 26 октября полк трижды атаковал позиции неприятеля на линии Щепково-Геварты — Мельница — Кордон — Сенно и занял станцию Мукашев, 1 ноября атаковал северные предместья Нейденбурга. За эти дела полк получил 319 солдатских Георгиевских крестов и особую благодарность в приказе по 1-й армии.
В декабре 1914 года 19-й Донской казачий полк был отведён на отдых, а в мае 1915 года переброшен в район Митавы, где в июне участвует в неоднократных боестолкновениях с противником. В бою 11 июня у деревни Векшни с бригадой германской кавалерии (7-й кирасирский и 8-й уланский полки) и двумя сотнями пехоты при 5 орудиях 19-й Донской казачий полк понёс большие потери — 2 офицера и 28 казаков убиты, 2 офицера и 38 казаков ранены (по другим данным потери — 18 офицеров и 179 казаков). Полк был удостоен особой Высочайшей благодарности, а Верховный главнокомандующий повелел наградить казаков Георгиевскими крестами, из расчёта 5 крестов на сотню. До сентября полк ведёт тяжёлые арьергардные бои, сдерживая наступающего на Ригу и Двинск противника. В сентябре — декабре 1915 года полк несёт службу сторожевого охранения вдоль Двины, после чего отведён в армейский резерв.
3 августа 1915 года Васильковский произведён в полковники, со старшинством со 2 марта того же года, и 20 августа назначен командиром 19-го Донского казачьего полка. 11 сентября он удостоен Высочайшего благоволения, а 12 ноября того же года награждён орденом Святого Владимира 3-й степени с мечами. 1 июля 1916 года ему пожаловано старшинство в чине полковника со 2 марта 1913 года.
В 1915 году Олег Петрович Васильковский расстался с женой, Верой Алексеевной, в дальнейшем эмигрировавшей в Германию и вышедшей замуж за Грегора Фитильберга.
10 мая 1917 года полковник Васильковский назначен командующим бригадой формируемой 7-й Донской казачьей дивизии, а 28 июня того же года произведён в генерал-майоры, с утверждением в должности командира бригады. 19 июля 1917 года назначен главнокомандующим войсками Петроградского военного округа. На этом посту он пытался навести порядок в войсках Петроградского гарнизона — некоторые запасные части были расформированы, разоружены и высланы за пределы столицы, другие неблагонадёжные части отправлены на фронтовые работы. Командование Васильковского пришлось на период выступления генерала Корнилова на Петроград, с планами которого он, предположительно, был знаком. Однако он не проявил твёрдой позиции ни как сторонник Корнилова, ни как активный защитник правительства. 27 августа должность главнокомандующего войсками Петроградского военного округа была упразднена, а генерал-майор Васильковский, получивший от Керенского благодарность «за труды, понесенные при исключительно тяжелой обстановке», 28 августа был назначен состоять в распоряжении военного министра. 16 октября 1917 года он зачислен в резерв чинов при штабе Петроградского военного округа, в дальнейшем произведён в генерал-лейтенанты.
Находясь в столице, Васильковский был избран председателем Союза казачьих георгиевских кавалеров в Петрограде.

### Гражданская война. Эмиграция
После Октябрьской революции Васильковский некоторое время оставался в Петрограде, стремясь сохранить имущество своего бывшего тестя, Алексея Губовича, умершего 1 сентября 1917 года. По воспоминаниям самого Васильковского, в конце 1917 года он несколько раз подвергался аресту, в июле 1918 года принял участие в антибольшевистском восстании в Ярославле, после подавления которого скрывался, а зимой 1918—1919 годов вернулся в Петроград, после чего 30 августа 1919 года ему удалось выехать в Финляндию. В конце сентября кратковременно посетил Ревель, рассчитывая получить назначение в Северо-Западной армии, однако, ничего не добившись, вернулся в Хельсинки. 20 мая 1920 года переехал в Эстонию, поселился в Ревеле, где занимался торговыми операциями, а в 1921 году открыл фирму по ремонту морских судов и торговле каботажным товаром «Нептун».

### Представитель Белорусской Народной Республики

Памятная доска на здании военно-дипломатической миссии БНР в Таллине

В 1919 году Васильковский возглавил дипломатическую миссию Белорусской Народной Республики (БНР) в Прибалтике. Находясь в Хельсинки, он наладил связь с Юрьё Эльфенгреном, финским полковником с предполагаемыми белорусскими корнями. 25 июня 1920 года Васильковский получает официальные полномочия военно-дипломатического представителя БНР при правительстве Финляндии, а Эльфенгрен — его советника.
30 октября 1920 года Васильковский становится военно-дипломатическим представителем БНР в Эстонии. В качестве дипломата использовал фамилию Корчак-Крыница-Васильковский (вероятно, чтобы подчеркнуть принадлежность рода Васильковских к гербу Корчак). Миссия БНР в Таллине действовала до 1925 года. 25 марта 2009 года на здании, где располагалась миссия (Таллин, ул. Вене, 19), была установлена памятная доска.

### Деятельность в эмиграции
В Эстонии генерал Васильковский принял активное участие в деятельности эмигрантского антибольшевистского движения, стремясь занять в нём руководящую роль, создал организацию Русское национальное объединение. Сотрудничал с конспиративной монархической организацией «Союз верных» и созданным в Берлине Братством Русской Правды, принимая участие в подготовке диверсионно-разведывательных групп для заброски на территорию СССР, изготовлении и распространении пропагандистской и агитационной продукции. Правительство Эстонии, сочтя такую деятельность опасной для эстонского государства, постановлением министра внутренних дел от 9 марта 1923 года предписало Васильковскому и ещё 8 видным монархистам покинуть пределы Эстонии. Высылка была заменена на ссылку в Пярну, от которой он был освобожден 5 января 1924 года.
Вернувшись из ссылки, Васильковский продолжил активную деятельность. Являясь благодаря своей коммерческой деятельности достаточно обеспеченным человеком и имея честолюбивые планы на лидерство, Васильковский старался действовать самостоятельно, контактируя, но не примыкая к сложившимся в Эстонии эмигрантским группировкам. В 1924 году он за свой счёт организовал установку новых крестов на могилах чинов Северо-Западной армии на Коплинском кладбище Таллина. В том же году организовал встречу кавалеров ордена Святого Георгия и Георгиевского оружия, главой которых и был избран. Участвовал в создании Союза русских увечных воинов-эмигрантов в Эстонии, в 1930—1932 годах являлся его председателем (из-за болезни Васильковского эту должность временно исполнял Л. Г. Аллик). Также в 1930 году при поддержке Васильковского был организован Союз взаимопомощи чинов бывшей Северо-Западной армии и русских эмигрантов в Эстонии, председателем которого он являлся до закрытия союза в 1936 году. С целью заручиться поддержкой европейских лидеров русской эмиграции, неоднократно посещал Берлин, Прагу, Париж.
После смерти в 1924 году генерала В. Н. Горбатовского, предводителя в Эстонии монархистов — сторонников великого князя Николая Николаевича, Олег Васильковский, стремясь возглавить русских монархистов в Эстонии, вошёл в соперничество с председателем эстонского отдела РОВС генералом А. К. Баиовым, также стремившегося к роли лидера монархистов и признававшегося преемником Горбатовского. Первоначально Васильковский и Баиов договорились работать сообща, поделив круг обязанностей, однако в дальнейшем отношения обострились. Открытый конфликт между генералами произошёл в начале 1926 года по поводу выбора представителей от Эстонии на Российский зарубежный съезд. Были избраны Баиов и его сторонники, а мнение Васильковского и его сторонников было проигнорировано. Последовала продолжительная череда газетных публикаций со стороны Васильковского, Баиова и их сторонников с обоюдными обвинениями и нападками. Баиову в том числе удалось отстранить Васильковского от руководства объединением георгиевских кавалеров. Конфликт не был урегулирован до самой смерти Баиова (1935) и способствовал расколу в среде русской военной эмиграции в Эстонии, сохранявшемуся до присоединения Эстонии к СССР.
В 1927 году (по другим данным — в 1923 или 1924 году) Васильковский женился на Лидии Алексеевне Захаровой (ур. Губович), родной сестре своей первой жены, с которой он вёл общую коммерческую деятельность.
В конце июня 1927 года Васильковский вновь оказался под следствием по обвинению в укрывательстве нелегально находящегося в Эстонии лица. 27 июня 1927 года министр внутренних дел Эстонии постановил наложить на него штраф в 50 000 марок (при неуплате которого — тюремное заключение на 1 месяц) и высылке из Эстонии или интернированию на остров Хийумаа. Васильковский, не признав себя виновным, отказался платить штраф и покидать Эстонию. 6 июля он был задержан и помещён в Таллинскую центральную тюрьму, а через месяц, 11 августа, интернирован на Хийумаа. Летом 1928 года вернулся в Таллин.
В августе 1934 года Васильковский посетил Париж, где был принят в действительные члены Общества офицеров Лейб-гвардии Казачьего Его Величества полка. Являлся почётным филистром таллинской студенческой корпорации «Ergonia».
После введения в Эстонию войск СССР Васильковский был 1 июля 1940 года арестован органами НКВД и в дальнейшем этапирован в Ленинград. 9 мая 1941 года Ленинградским областным судом признан виновным по статье 58-4 УК РСФСР и приговорён к расстрелу с конфискацией имущества. 12 августа того же года Верховный суд СССР заменил высшую меру наказания на 10 лет лишения свободы в исправительно-трудовых лагерях.
Умер 12 января (по другим данным 12 июня) 1944 года в исправительно-трудовой колонии № 6 города Томска.

### Оценки деятельности
Благодаря своей активной, амбициозной и честолюбивой деятельности в эмигрантских кругах генерал Васильковский нажил себе немало недоброжелателей, особенно после его ссоры с генералом Баиовым. По мнению исследователей, он не пользовался большой поддержкой среди монархистов в Эстонии. Многие эмигранты не могли ему также простить той роли, которую он, по их мнению, сыграл в подавлении корниловского мятежа. Как показывал в 1931 году зять Васильковского (муж его сестры) полковник Ф. И. Балабин, «среди офицеров он авторитетом не пользовался, и многие считали вообще зазорным иметь с ним какие-либо дела». По мнению исследователя Р. Андреева, негативные оценки деятельности Васильковского со стороны его современников являются во многом предвзятыми и незаслуженными.

## Награды
Олег Петрович Васильковский за время службы был удостоен следующих наград:
- орден Святого Станислава 3-й степени с мечами и бантом (приказ главнокомандующего от 4 ноября 1904 года; утверждено высочайшим приказом от 19 декабря 1905 года[51]);
- орден Святой Анны 4-й степени с надписью «За храбрость» (приказ главнокомандующего от 12 ноября 1904 года; утверждено высочайшим приказом от 25 ноября 1905 года[52]);
- орден Святой Анны 3-й степени с мечами и бантом (приказ по 1-й Маньчжурской армии от 25 апреля 1905 года; утверждено высочайшим приказом от 3 июня 1906 года[53]);
- орден Святого Станислава 2-й степени с мечами (приказ по 1-й Маньчжурской армии; утверждено высочайшим приказом от 27 марта 1906 года[54]);
- орден Святой Анны 2-й степени с мечами (приказ по 1-й Маньчжурской армии от 4 октября 1905 года; утверждено высочайшим приказом от 28 января 1907 года[55]);
- золотое оружие с надписью «За храбрость» (высочайший приказ от 14 июля 1908 года[56]);
- орден Святого Георгия 4-й степени (высочайший приказ от 3 октября 1908 года[57]):
«за доблестный подвиг храбрости и самоотвержения, выказанный им 25-го февраля 1905 года под Мукденом, у дер. Тайлинцзы, при спасении знамени 19-го Восточно-Сибирского стрелкового полка»;
- орден Святого Владимира 4-й степени с мечами и бантом (высочайший приказ от 1911 года);
- орден Святого Владимира 3-й степени с мечами (высочайший приказ от 12 ноября 1915 года[25]);
- орден Леопольда I, кавалерский крест с мечами (Бельгия, 1915 год; вручён в 1926 году)[58].